# Eriophyes leionotus
Eriophyes leionotus är en spindeldjursart som först beskrevs av Alfred Nalepa 1891.  Eriophyes leionotus ingår i släktet Eriophyes, och familjen Eriophyidae. Arten är reproducerande i Sverige.